# Martiros
Martiros (en arménien Մարտիրոս) est une communauté rurale du marz de Vayots Dzor, en Arménie. Elle compte 664 habitants en 2008.